# 瀬戸口長勢
瀬戸口 長勢（せとぐち ながせ、2018年5月9日 - ）は、ジャパンラグビーリーグワンに参戦する浦安D-Rocksに所属している特別選手。ポジションはWTB、プレイヤーナンバーは7。

## 概要
出典：
浦安D-Rocksが参画する長期療養児の自立支援事業「TEAMMATES」にもとづく、特別選手。2024年11月に入団発表した（当時6歳）。浦安D-Rocksの練習や、試合会場での活動を行う。浦安D-Rocksでの特別選手は2人目。
入団発表会見で浦安D-Rocksの下沖正博社長は、「活動が長勢くんの自信と勇気に繋がり、同じ環境の中にある子どもたちに見てもらい、勇気や希望を感じ取って欲しい」と述べた。
浦安D-Rocksでのプレーヤーナンバーは7。名前に「な」が入っているため。「みんなに ながせと呼んでほしい」と本人は語る。

## TEAMMATES
出典：
「TEAMMATES」は、認定NPO法人Being ALIVE Japan（2015年4月創立）が企画・運営する、長期療養児のスポーツチーム入団事業事業。
チームとの繋がりと経験を通して、以下の支援が行われる。
- 長期入院を経たこどもが退院・復学する過程の支援
- 長期的に治療・療養を必要とするこどもの身体面・心理面・社会面の自立支援
- 地域社会の中に長期療養中の子供と家族を支えるコミュニティ創出への支援